# Viborg Håndbold Klub
Viborg Håndbold Klub er en dansk håndboldklub fra Viborg, som spiller sine hjemmekampe i BioCirc Arena. Klubbens hold spiller i Damehåndboldligaen og den danske pokalturnering.
Kvindeholdet er et af de absolut mest succesrige i både dansk- og europæisk håndboldhistorie med 14 mesterskaber (rekord), 10 pokaltitler (2. mest vindende hold efter FIF) og 8 europæiske mesterskaber, heriblandt tre titler i EHF Champions League. (Bedste danske resultat, og fjerde mest succesfulde hold).
De bar, efter den anden sejr i træk i EHF Champions League 2010, titlen som det bedste kvindelige klubhåndboldhold i verden, 2009-2010. De havde samme ære i sæsonen 2005-2006.

## Historie
Foreningen blev stiftet d. 19. marts 1936 under navnet Idrætsklubben Viborg, da de 35 medlemmer dyrkede både håndbold, svømning, gymnastik eller atletik. I 1939 blev foreningen dog omdøbt til Håndboldklubben Viborg og senere Viborg Håndboldklub, da håndbold havde den langt største tilslutning og interesse. Spilledragten var dengang røde trøjer, blå bukser og hvide sko, som dog i 1941 blev ændret til grønne trøje og hvide bukser. Og klubben har specielt på kvindesiden været utroligt succesfuld igennem det sidste årti, og er Danmarks eneste børsnoterede håndboldklub. Man skulle dog helt hen til sæsonen 1988/89, før man for første gang kom op i den bedste række med kvindeholdet. Holdet, der rykkede op, havde Ulrik Wilbek som træner og spillere som bl.a. Anja Andersen og Susanne Munk Lauritsen. 

### Kvinder
Siden da har klubben været en magtfaktor i dansk kvindehåndbold med 14 mesterskaber, hvor det første kom i 1993/94, og kun 2 gange har de været udenfor top 3. Med det 13 danske mesterskab 22. maj 2010 med sejr over Randers HK i sammenlagt to kampe, overtog Viborg rekorden fra FIF som værende det hold med flest vundet danske mesterskaber. De er p.t sammen med HG Håndbold fra den danske herrehåndboldliga det mest vindende hold nogensinde i dansk mesterskabs sammenhæng i Dansk Håndbolds Historie. Viborg HK er sammen med FIF og GOG det eneste hold der har formået at vinde det danske mesterskab fire gange i træk, og det eneste hold der formået at gøre det to gange. Udover disse resultater og rekorder har de også som det eneste hold, udover Slagelse DT, formået at gå igennem den hjemmelige liga, uden pointtab. Det gjorde de i sæsonen 2008/2009, og er det eneste hold der nogensinde har vundet 28 kampe i træk  Samtidig har de også vundet flere titler i de europæiske turneringer med sejrene i Champions League 20. maj 2006, 16. maj 2009 og 15. maj 2010 som højdepunkterne. 
Med sejren i EHF Champions League i maj 2010 rykkede Viborg forbi Slagelse DT som værende den mest succesfulde danske kvindehåndboldklub i international sammenhæng nogensinde, i kraft af deres sølvmedaljer i EHF Champions League i henholdsvis 1997 og 2001. Sammenlagt er Viborg HK (pr. 2022) den femtemest succesfulde håndboldklub i kvindernes EHF Champions League, med tre guldmedaljer og to sølvmedaljer, hvor de kun er overgået af serbiske RK Radnicki Belgrade med tre guldmedaljer og fire sølvmedaljer, østrigske Hypo Niederösterreich med otte guldmedaljer og fem sølvmedaljer, ungarske Győri Audi ETO KC med fem guldmedaljer og tre sølvmedaljer, samt Spartak Kiev med hele tretten guldmedaljer og to sølvmedaljer. 
I 2004 blev klubben indehaver af rekorden for flest vundne EHF Cup-mesterskaber med tre titler, da de dette år vandt deres tredje trofæ. Den rekord holder de fortsat, pr. 2022.
Den 30. maj 2009 kulminerede den hidtil bedste sæson for Viborg HK´s damer. På denne dag vandt klubben sit tolvte danske mesterskab. Dermed havde de som det første danske hold vundet alle tre store turneringer i samme sæson ("The Real Treble"): Pokalfinalen, Champions League og Danmarksmesterskabet.
Den 21. oktober 2010, skulle holdet vinde med 9 overskydende mål over russiske Dinamo Volgograd, for at avancere fra EHF Champions League gruppespillet. De vandt med 7 overskydende mål, og fik derfor ikke mulighed for at forsvare Champions League-titelen i sæsonen 2010/2011.
Viborg HK's damehold præsterede i sæsonen 2013/2014 at vinde ”The Treble”, som bestod af den nationale turnering, den nationale pokalturnering, samt Cup Winners' Cup. Sidstnævnte turnering beskrives af mange som den anden sværeste at vinde, eftersom at deltagere der ryger ud i Champions League, Viborg HK var et af de hold, herefter bliver parret med hinanden, samt de kvalificerede til EHF Cup Winners' Cup. 
Efter de mange succesrige år i verdenstoppen nedgradede klubben spillerbudget- og materiale, eftersom klubbens økonomi var svigtende, og man potentielt var i fare for konkursbegæring. Det kom som resultat ovenpå en sæson hvor man havde fyret cheftræner Christian Dalmose, efter spillertruppens egen ønske og at en række nøglespillere og stjerne var skadesplaget. Selskabet bag Viborg HK valgte i juni 2015 at sælge klubbens aktiver til et nyt selskab, under navnet New Beginning Viborg HK ApS. Derudover missede holdet DM-finalen og kunne dermed ikke forsvare sin forrige titel.
Klubben fik dog genetableret sig både økonomisk og sportsligt. Klubben havde hentet Allan Heine ind som ny cheftræner, hvilket resulterede i at de efterfølgende igen stod i DM-semifinalerne, med et langt mindre spillerbudget. Klubben endte i alle de efterfølgende sæsoner på en samlet fjerdeplads i Damehåndboldligaen frem til 2018, hvor man sikrede sig klubbens første medalje i fire år i form af bronze. I sæsonerne 2017-18 og 2018-19, havde klubben også kvalificeret sig til semfinalerne EHF Cuppen, men røg dog ud begge gange mod først norske Vipers Kristiansand og senere ungarske Siófok KC. I september 2018 præsenterede klubben den tidligere succestræner Jakob Vestergaard som ny cheftræner, efter fyringen af Allan Heine. Han var i 00'erne med til at føre klubben til to ud af deres i alt tre Champions League-titler i 2009 og 2010.
Klubben meddelte i februar 2019, at man igen var i alvorlige økonomiske problemer og i reel fare for lukning, hvis klubben ikke fik tilført kapital. I april samme år lykkedes det dog sikre overlevelse endnu en gang, efter man fik styrket sin egenkapital med 4-5 millioner kroner, med hjælp fra sponsorer, samarbejdspartnere, private, fans og følgere.
Frem til 2021 spillede holdet sig frem til DM-finalen, for første gang i 7 år. Det skete efter to semifinalesejre over Herning-Ikast Håndbold. I finalerne blev man dog slået at storfavoritterne fra Odense Håndbold, i to omgange. Det lykkedes dem dog, at revanchere ved at vinde Super Cuppen i august samme år mod selvsamme Odense Håndbold, hvilket var deres første titel i 7 år.
Klubben nåede hele vejen til finalen EHF European League i 2021/22-sæsonen. Dog tabte midtjyderne til den tyske topklub SG BBM Bietigheim, med hele 31-20. Viborg afholdte desuden Final 4-stævnet i Vibocold Arena i Viborg.

### Herrer
På herresiden skulle der gå lidt længere tid, inden klubben fik kæmpet sig op i den bedste række. Først i sæsonen 1998/99 lykkedes det at sikre oprykningen. Holdet har da heller ikke opnået samme succes som kvinderne, men i 2007 fik holdet med sølvmedaljer sit hidtil bedste resultat. Som et led i at løse klubbens økonomiske problemer i de senere år har Viborg HK søgt at etablere et samarbejde med Skive fH på herresiden, så holdet skulle spille hovedparten af sine kampe i Skive. Store lokale protester i Viborg fik dog parterne til at trække følehornene til sig igen. I stedet prøvede klubben at markedsføre herrerne mere selvstændigt med et mere råt look på farver og annoncer.
Disse ting er ikke rigtig lykkedes, og i foråret 2009 meddelte klubben, at man fra sæsonen 2009/10 vil neddrosle herreholdet markant. Dette skyldes, at herreholdet isoleret set har et minus på ca. 4 millioner kr, hvilket tærer hårdt på indtjeningen fra kvindeholdet.
Efter sæsonen 2012/13 valgte Viborg HK at trække sit herrehold fra ligaen. De blev således rykket ned i 2. division.

## Resultater

### Kvinder
- 1991: DM-sølv
- 1993: DM-sølv
- 1994: DM-guld, Pokalvinder, EHF Cup-guld
- 1995: DM-guld, Pokalvinder
- 1996: DM-guld,
- 1997: DM-guld, Champions League-sølv, Pokalvinder
- 1998: DM-sølv
- 1999: DM-guld, EHF Cup-Guld
- 2000: DM-guld
- 2001: DM-guld, Champions League sølv
- 2002: DM-guld
- 2003: DM-guld, Pokalvinder
- 2004: DM-guld, EHF Cup-guld, Pokalvinder
- 2005: DM-sølv
- 2006: DM-guld, Champions League-guld, vinder af EHF Super Cup
- 2007: DM-sølv, Pokalvinder
- 2008: DM-guld, Pokalvinder
- 2009: DM-guld, Champions League-guld, Pokalvinder
- 2010: DM-guld, Champions League-guld
- 2011: DM-bronze, Pokalvinder, Super Cup Vinder
- 2012: DM-sølv, EHF Cup Winners' Cup-sølv, Pokalvinder
- 2013: DM-bronze
- 2014: DM-guld, pokalvinder, EHF Cup Winners' Cup-guld
- 2018: DM-bronze, semifinale i EHF Cup
- 2019: Semifinale i EHF Cup
- 2020: DM-bronze
- 2021: DM-sølv, Super Cup Vinder
- 2022: Sølv i EHF European League

### Herrer
- 2000: DM bronze
- 2007: DM sølv

## Spillertruppen 2025/26
| Nr. | Navn                  | Nationalitet | Fødselsdato               | Position     | I klubben siden |
| --- | --------------------- | ------------ | ------------------------- | ------------ | --------------- |
| 5   | Marielle Martinsen    | Norge        | 14. februar 1995 (30 år)  | Playmaker    | 2023            |
| 7   | Era Baumann           | Schweiz      | 10. april 2007 (18 år)    | Venstre fløj | 2025            |
| 8   | Elma Örtemark         | Sverige      | 28. november 2001 (23 år) | Playmaker    | 2024            |
| 9   | Laura Borg Thestrup   | Danmark      | 21. februar 2004 (21 år)  | Venstre back | 2023            |
| 11  | Rosa Skovlund Schmidt | Danmark      | 18. august 2000 (24 år)   | Højre fløj   | 2025            |
| 12  | Stine Broløs          | Danmark      | 17. marts 1998 (27 år)    | Målvogter    | 2025            |
| 16  | Louise Bak Jensen     | Danmark      | 2. oktober 2001 (23 år)   | Målvogter    | 2024            |
| 18  | Henriette Hansen      | Danmark      | 20. juli 1998 (27 år)     | Højre fløj   | 2024            |
| 19  | Sara Hald             | Danmark      | 4. juni 1996 (29 år)      | Stregspiller | 2021            |
| 21  | Anne Hykkelbjerg      | Danmark      | 16. januar 2000 (25 år)   | Stregspiller | 2024            |
| 25  | Maria Fisker          | Danmark      | 3. oktober 1990 (34 år)   | Venstre fløj | 2019            |
| 26  | Christina Pedersen    | Danmark      | 26. marts 2001 (24 år)    | Playmaker    | 2022            |
| 62  | Louise Søndergaard    | Danmark      | 12. december 1999 (25 år) | Højre back   | 2023            |
| 77  | Jana Mittún           | Færøerne     | 24. november 2003 (21 år) | Playmaker    | 2023            |

### Medarbejdere
| Rolle           | Navn                      |
| --------------- | ------------------------- |
| Cheftræner      | Ole Bitsch                |
| Assistenttræner | Anders Friis              |
| Holdleder       | Liss Kristensen           |
| Fysioterapeut   | Morten Vanggaard Nielsen  |
| Fysioterapeut   | Sofie Søndergaard Nielsen |

### Transfers
| Danmark | Anders Friis (Ass. træner) - Hentet i Bjerringbro-Silkeborg Håndbold |
| Danmark | Rosa Skovlund Schmidt - Hentet i Nykøbing Falster Håndboldklub       |
| Schweiz | Era Baumann - Hentet i GC Amicitia Zürich                            |
| Danmark | Stine Broløs - Hentet i SønderjyskE Damehåndbold                     |

| Danmark    | Ida Marie Kaysen - Skifter til Bjerringbro FH      |
| Montenegro | Ilda Kepic                                         |
| Danmark    | Camilla Degn                                       |
| Danmark    | Alberte Simonsen - Skifter til Silkeborg-Voel KFUM |

## Tidligere spillere

### Kvinder
- Merete Munch Sørensen (1988-1995)
- Anja Andersen (1988-1990)
- Rikke Skov (1994-2016)
- Henriette Mikkelsen (2003-2012, 2013-2015)
- Heidi Astrup (1989-1997, 1999-2003, 2005–2007, 2009-2010, 2015-2016)
- Karen Brødsgaard (1998–2003)
- Louise Bager Due (2001-2012, 2016-2017)
- Katrine Fruelund (1999–2005)
- Anette Hoffmann (1990-1997)
- Lotte Kiærskou (2001–2005)
- Janne Kolling (1991-1997)
- Mette Klit (1991-1996, 1998-2000)
- Ann Grete Nørgaard (2000-2006, 2008-2009, 2015-2019)
- Gitte Aaen (2006-2010)
- Susanne Munk Lauritsen (1986–2001)
- Christina Roslyng (1997–2003, 2007-2008)
- Anne Dorthe Tanderup (1992-1998)
- Helle Simonsen (1997-2001)
- Berit Kristensen (1999-2004)
- Louise Burgaard (2013-2015)
- Simone Böhme (2015-2017)
- Anne Cecilie la Cour (2009-2013)
- Maria Fisker (2006-2009, 2011-2015)
- Mette Gravholt (2014-2015)
- Pernille Holst Holmsgaard (2011-2013)
- Christina Pedersen (2010-2012)
- Louise Pedersen (2001-2003)
- Louise Lyksborg (2012-2016)
- Jane Schumacher (2006-2008)
- Sille Thomsen (2014-2016)
- Josephine Touray (1997-1999)
- Trine Troelsen (2003-2007)
- Julie Aagaard (2011-2012)
- Sarah Paulsen (2013-2017)
- Mie Sørensen (2016-2017)
- Rikke Poulsen (2014-2019)
- Line Uno (2015-2019)
- Lene Lund Høy Karlsen (2005-2010)
- Kristina Bille (2004-2007)
- Mie Sørensen (2016-2017)
- Rikke Poulsen (2014-2019)
- Line Uno (2015-2019)
- Stine Bodholt Nielsen (2016-2019)
- Kristina Jørgensen (2017-2022)
- Line Haugsted (2016-2022)
- Bojana Popović (2007–2010)
- Maja Savić (2010-2011)
- Heidi Tjugum (1997–2003)
- Tonje Larsen (1998–1999)
- Camilla Thorsen (2000–2005)
- Anne Kjersti Suvdal (2013–2014)
- Katrine Lunde (2007–2010)
- Kristine Lunde-Borgersen (2007–2010)
- Ida Bjørndalen Karlsson (2007-2009)
- Amanda Kurtović (2012–2014)
- Marit Malm Frafjord (2010–2014)
- Siri Seglem (2015–2017)
- Chao Zhai (2004-2011)
- Valérie Nicolas (2003–2007)
- Cléopâtre Darleux (2012-2014)
- Marie-Paule Gnabouyou (2015-2017)
- Cristina Vărzaru (2005–2012)
- Carmen Amariei (2010-2011)
- Linnea Torstenson (2013-2014)
- Johanna Ahlm (2009-2013)
- Cecilia Grubbström (2012-2013)
- Isabelle Gulldén (2011-2015)
- Hanna Daglund (2017-2019)
- Grit Jurack (2004-2012)
- Nora Reiche (2007-2010)
- Anja Althaus (2007-2012)
- Olga Assink (2003-2007, 2009-2010)
- Natasja Burgers (2002-2004)
- Maura Visser (2014-2015)
- Sanne van Olphen (2017-2018)
- Anita Bulath (2012-2013)
- Mónika Kovacsicz (2008-2010)
- Barbara Bognár (2015-2016)
- Rita Borók (2000-2002)
- Helga Németh (2003-2004)
- Gorica Aćimović (2009-2011)
- Mouna Chebbah (2010-2014)
- Sanja Damnjanović (2013-2015)
- Chana Masson (2013-2015)
- Isabel Ortuño (2004-2007)
- Natalia Deriouguina (1995-2003)
- Nataša Nolevska (2017-2018)

### Herrer
- Sørenn Rasmussen (1997-2003)
- Thomas Mogensen (2002-2003)
- Gábor Császár (2007-2009)[24]
- Lukas Karlsson (2007-2009)[25]
- Nicolai Jacobsen (2004-2007)
- Michael V. Knudsen (1997-2002)+(2004-2005)
- René Toft Hansen (2003-2007)
- Andreas Toudahl (2003-2007)
- Hans Lindberg (2005-2007)
- Stefan Hundstrup (2007-2010)
- Morten Bjerre (2004-2011)
- Marcus Mørk (2009-2011)
- Dane Sijan (2005-2007)+(2008-2012)
- Allan Damgaard (2010-2012)
- Casper U. Mortensen (2011-2012)
- Heino Holm (2012)
- Stefan Nielsen (2007-2013)
- Kasper Kvist (2012-2013)
- Linus Persson (2012-2013)

## Arena
- Navn: Vibocold Arena Viborg
- By: Viborg
- Kapacitet: 3.000
- Adresse: Tingvej 5, 8800 Viborg

## Olympiske guldvindere
Her følger en oversigt over de spillere, der har vundet OL-guld som Viborg-spillere:
- OL 1996 i Atlanta: Danmark
  - Susanne Munk Wilbek
  - Anette Hoffmann
  - Janne Kolling
  - Anne Dorthe Tanderup
  - Heidi Astrup

- OL 2000 i Sydney: Danmark
  - Janne Kolling
  - Anette Hoffmann
  - Karen Brødsgaard
  - Katrine Fruelund
  - Christina Roslyng

- OL 2004 i Athen: Danmark
  - Rikke Skov
  - Lotte Kiærskou
  - Katrine Fruelund
  - Henriette Mikkelsen
  - Louise Bager Nørgaard

- OL 2008 i Beijing: Norge
  - Katrine Lunde Haraldsen
  - Kristine Lunde Borgersen

- OL 2012 i London: Norge
  - Amanda Kurtović (i VHK fra sommeren 2012)
  - Marit Malm Frafjord

## Cheftrænere gennem tiden
- Ulrik Wilbek (1988–1991; 1998–2002)[26]
- Lars Friis-Hansen (1995–1998)[27]
- Martin Albertsen (2002–2004; 2011–2012)[28]
- Ryan Zinglersen (2004–2005)[29]
- Tomas Ryde (2005–2008)
- Jakob Vestergaard (2008–2011; 2018–2023)
- Heidi Astrup (2010-2011)
- Mette Klit (2011)
- Oskar Bjarni Oskarsson (2012–2013)[30][31]
- Christian Dalmose (2013–2015)
- Allan Heine (2015–2018)
- Ole Bitsch (2023–nu)

## Direktører
- Peter Cassøe (2002-2013)
- Jan Buhr (2013-2014)
- Nikolai Norup (2014-2015)
- Henrik Dahl (2015-2019)
- Jørgen Hansen (2019-2022)
- Jens Steffensen (2022-)